# Arnost Kleinzeller
Arnost Kleinzeller (* 6. Dezember 1914 in Mährisch-Ostrau; † 1. Februar 1997 in Philadelphia) war ein tschechisch-US-amerikanischer Biochemiker und Physiologe.
Kleinzeller studierte Medizin an der Universität Brünn mit der Promotion 1938 (Dr. med.). Vor der deutschen Besatzung floh er nach England (sein Vater starb im Holocaust, seine Mutter überlebte das KZ Theresienstadt). Er setzte sein Studium bei Hans Adolf Krebs an der University of Sheffield fort und wurde dort 1952 in Biochemie promoviert (D.Ph.). Er arbeitete an der Universität Cambridge und ging 1946 als Leiter des Labors für Zellstoffwechsel an das tschechoslowakische Gesundheitsamt. 1948 wurde er Dozent an der Technischen Universität Prag und 1952 Dozent für Biochemie an der Universität Prag. Ab 1956 leitete er das Labor für Zellstoffwechsel der Akademie der Wissenschaften der CSSR in Prag. Hier bemühte er sich um internationale Kontakte und organisierte 1960 eine internationale Konferenz über Membrantransport in Zellen. Seine Bemühungen um internationale Kontakte brachten ihm Konflikte mit der Kommunistischen Partei in der CSSR. 1966 ging er in die USA zunächst als Gastprofessor an der University of Rochester und 1967 als Professor für Physiologie an der University of Pennsylvania. In den Sommern forschte er regelmäßig am Mount Desert Island Marine Biological Laboratory in Maine.
Er befasste sich mit dem Transport von Elektrolyten und Zuckern durch Zellmembranen. Seine Entdeckung, dass die Blockade der Natriumpumpen in der Membran von Nierenzellen diese nicht unmittelbar anschwellen lässt, stieß seinerzeit auf Unglauben und verzögerte die Veröffentlichung im Journal of Physiology.
Er war einer der Herausgeber von Current Topics in Membranes and Transports.
Er war US-Staatsbürger. 1966 wurde er Mitglied der Leopoldina. Er war Fellow des College of Physicians of Philadelphia.